# Acuponana enera
Acuponana enera är en insektsart som beskrevs av Delong och Freytag 1970. Acuponana enera ingår i släktet Acuponana och familjen dvärgstritar. Inga underarter finns listade i Catalogue of Life.